# Convento e Igreja de Santo Antônio (Recife)
O Convento e Igreja de Santo Antônio é um conjunto arquitetônico católico pertencente à Ordem Franciscana, localizado na cidade do Recife, capital de Pernambuco, Brasil.
Do complexo de edifícios, além do convento e da igreja, fazem parte a Capela Dourada (primeiro templo brasileiro a ser integralmente coberto de decoração barroca) e a Igreja da Ordem Terceira de São Francisco.
O Convento de São Francisco de Olinda e o Convento de Santo Antônio do Recife foram os dois principais conventos franciscanos do Brasil no século XVII, e representam, em conjunto com a Igreja de Nossa Senhora dos Prazeres dos Montes Guararapes, o mais importante acervo de azulejos seiscentistas (pertencentes à primeira fase azulejar) em terras brasileiras.

## O Convento
O Convento Franciscano de Santo Antônio é uma das construções mais antigas ainda existentes na cidade do Recife. Sua origem remonta a 28 de outubro de 1606, data em que os frades resolveram erguer um convento na Ilha dos Navios para atender à população próxima ao porto. A ilha mais tarde veio a receber o nome de Ilha de Antônio Vaz, e desenvolveu-se no atual Bairro de Santo Antônio.

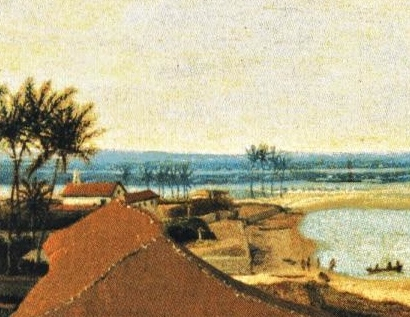
Convento de Santo Antônio (no centro à esquerda) no interior das muralhas do Forte Ernesto, em detalhe de pintura de Frans Post, tomada na década de 1640 do alto da igreja calvinista dos franceses (atual Igreja do Divino Espírito Santo).

O terreno de 56 braças para a construção foi doado por um senhor de engenho chamado Marcos André, e em 1613 já se registra como terminado um oratório com hospital anexo, dedicados ao Padroeiro do Recife. Durante o período da dominação holandesa o edifício foi transformado em fortaleza, sendo acrescido de muralhas, baluartes e demais apetrechos militares, recebendo o nome de Forte Ernesto. Depois, durante algum tempo foi votado à Igreja Anglicana, para atendimento dos oficiais da Companhia das Índias Ocidentais. Com a retirada dos holandeses o local passou novamente à propriedade dos Franciscanos, sendo restaurado e aumentado de uma enfermaria.
Além de sua importância histórica o convento possui grande interesse artístico, apresentando inúmeras obras de arte, mobiliário esculpido em jacarandá e objetos sacros diversos. Destacam-se os painéis de azulejos da portaria e sobretudo do claustro. Perfazem painéis de grandes dimensões com cenas variadas, ilustrando episódios bíblicos como o Dilúvio, a morte de Adão, o sacrifício de Isaac, a expulsão do Éden e outras mais. Também existe uma rara série de azulejos, cujo conjunto inclui material originário de Delft e crê-se que seja remanescente do antigo Forte Ernestus e do Palácio de Friburgo, erguido por Maurício de Nassau a pouca distância dali, com cerca de 900 peças instaladas como friso no exterior da sacada do piso superior do claustro, cada uma com uma figura individualizada, datando de entre 1630 e 1650.
Na capela do convento também existe azulejaria digna de nota, ilustrativa do Rosário de Nossa Senhora, e um púlpito obra de Francisco Manuel Béranger, do início do século XIX, além de mobiliário de bela feição.

## A Igreja de Santo Antônio

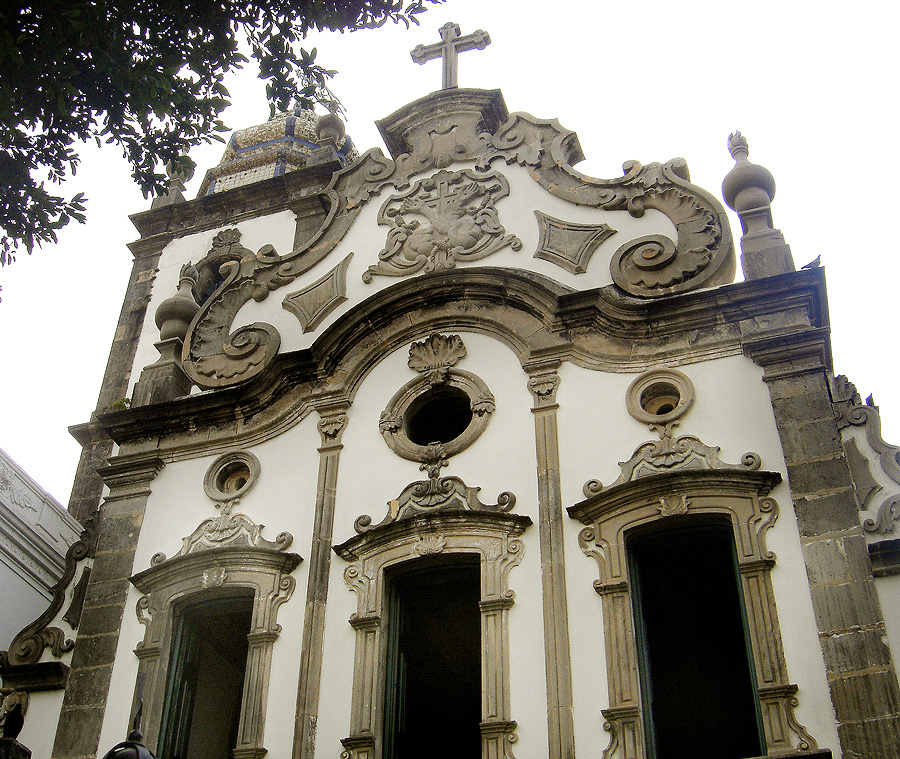
Detalhe da fachada da Igreja

A presente Igreja de Santo Antônio é a sucessora do primitivo oratório erguido junto com o convento no século XVII. No início século XVIII o oratório foi substituído por uma igreja maior, novamente remodelada entre 1753 e 1770, o que lhe emprestou o seu atual estilo rococó.
A fachada se eleva sobre uma portada de pedra com cinco grandes arcos redondos, continuando acima apenas sobre os três centrais, com janelões emoldurados em pedra esculpida com ornamentos e volutas, encimadas por óculos redondos, dos quais o central é maior. A cornija de separação do nível superior tem um arco no centro e decai em suave curva até as extremidades, onde se encontra com contrafortes em volutas que sobem dos arcos extremos do térreo.
O frontão que coroa o conjunto tem elegante desenho com grandes volutas floreadas, o brasão da Ordem ao centro e um cruz de arremate, além de pináculos em forma de labareda na base. Recuado em relação ao corpo da igreja está o campanário, à esquerda, com um coruchéu em bulbos octogonais superpostos revestido de azulejos.
O interior, de nave única, preserva uma série de painéis de azulejos representando cenas da vida de Santo Antônio ao longo das paredes laterais e junto ao piso, e mostra algumas tribunas, um púlpito à direita e um teto em abóbada de berço (com pinturas de Sebastião Canuto da Silva Tavares) de onde pendem grandes candelabros.

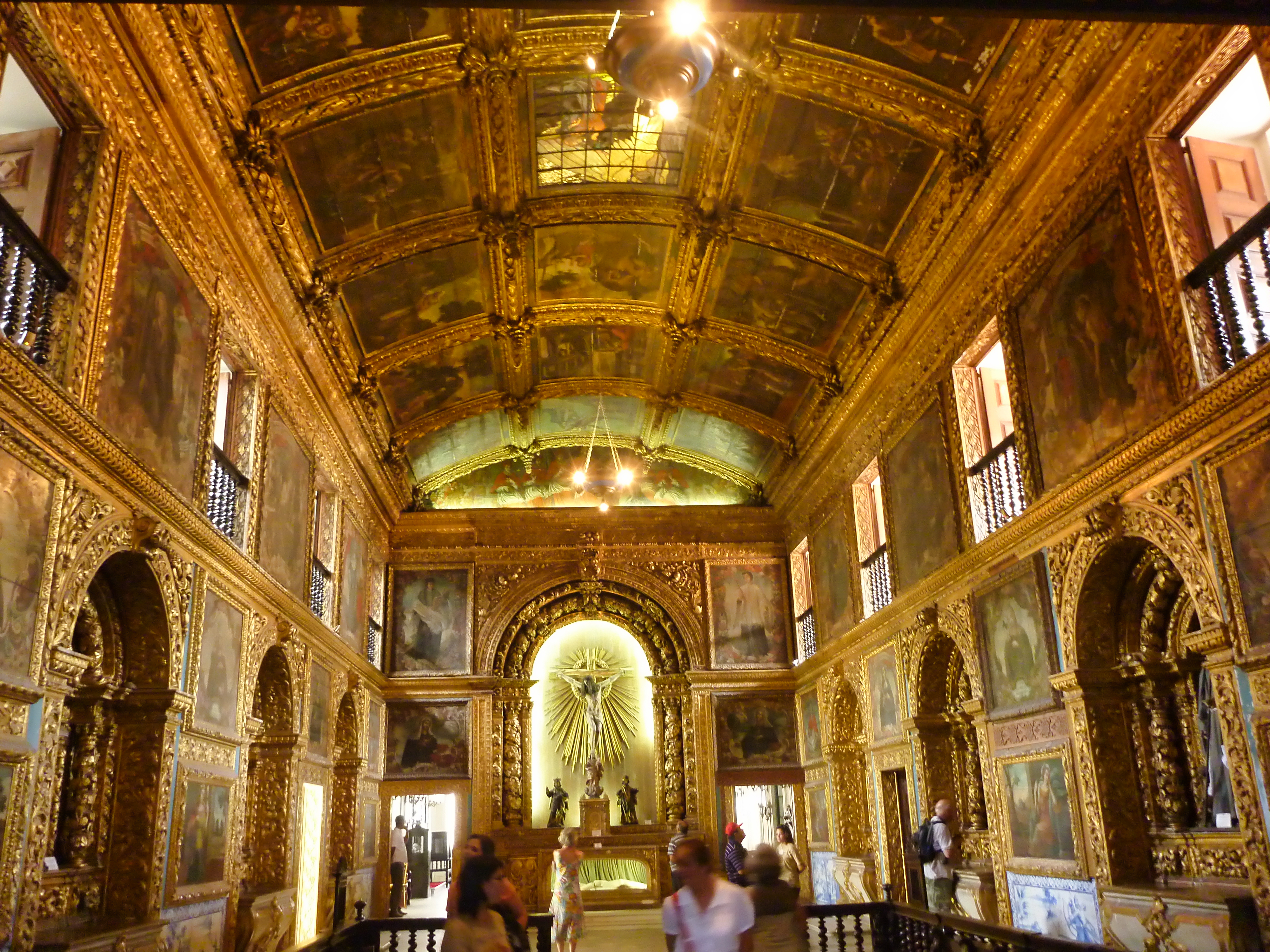
Capela Dourada

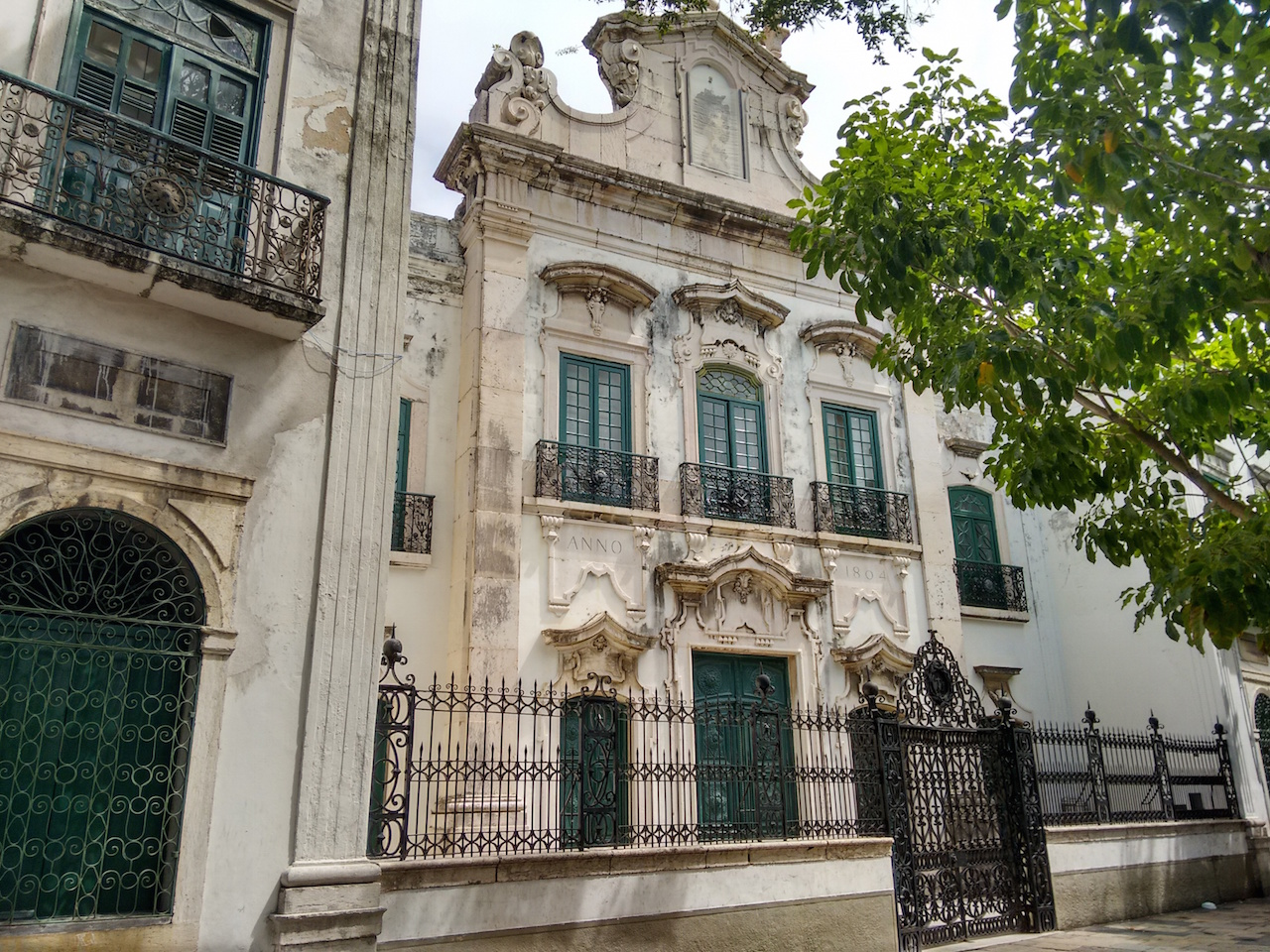
Igreja da Ordem Terceira de São Francisco

Bancadas e um corredor central conduzem até o fundo da igreja, cuja parede é completamente recoberta de talha rococó de refinado desenho. Nesta parede duas capelas secundárias se apegam ao arco do cruzeiro, dedicadas à Virgem Maria e São Francisco, respectivamente à esquerda e à direita, ladeando a capela-mor, em um nicho recuado. Seu retábulo ostenta um grande crucifixo rodeado de resplendor, tendo aos lados dois pares de colunas de capitel coríntio e fuste salomônico em uma e canelado em outra, além de estatuária menor, e um grande frontão ricamente lavrado. Acima, o teto da capela-mor é também em abóbada de berço revestida de azulejaria policroma em motivos florais.
Anexa à igreja está a Capela Dourada, separada da nave por um grande arco gradeado, à esquerda. Na sacristia se guarda grande quantidade de objetos preciosos de culto e outras obras de arte, como mobiliário setecentista com ornamentação de prata, obra do mestre entalhador José Gomes de Figueiredo, além de lavatórios e pinturas a óleo. Atrás da sacristia existe um pequeno cemitério, onde se eleva um cruzeiro de pedra instalado em 1840.
No século XIX, a Igreja de Santo Antônio abrigou o "cemitério dos infamantes" ou "da vergonha", onde eram sepultados indigentes, escravos e mártires de revoluções, como os revolucionários pernambucanos de 1817. Nela também foi sepultado um dos heróis da Insurreição Pernambucana, Henrique Dias.